# NATO Commander
NATO Commander («Comandante de la OTAN» en español) es un videojuego de estrategia diseñado por Sid Meier para la familia Atari de 8 bits y publicado en 1983 por MicroProse. Los puertos para Apple II y Commodore 64 se lanzaron al año siguiente.
El jugador asume el papel del comandante supremo aliado de las fuerzas de la OTAN en Europa mientras responden a un ataque masivo del Pacto de Varsovia. El objetivo es frenar su avance e infligir bajas, con la esperanza de forzar un final diplomático de la guerra antes de que Alemania Occidental sea invadida.
El mismo motor de juego también se utilizó como base para Conflict in Vietnam, Crusade in Europe y Decision in the Desert.

## Modo de juego
El escenario implica una invasión de la Unión Soviética de Alemania Occidental durante la Guerra Fría. El jugador tiene el control operativo de los ejércitos terrestres de la OTAN, mientras que la computadora controla a los soviéticos, y debe repeler la invasión desplegando sus fuerzas geográficamente y eligiendo sus roles ofensivos o defensivos. A medida que avanza la batalla, tanto los factores operativos como los políticos influyen en el resultado. La OTAN puede perder o recuperar ciudades y territorios; según el escenario elegido, el jugador tiene la opción de decidir evitar el ataque del Pacto de Varsovia contraatacando de frente, ganando tiempo para el espacio en espera de una solución diplomática o montando una contraofensiva.
La interfaz del juego tiene fuertes similitudes con el seminal Eastern Front (1941) en la forma en que se muestra el mapa y se dan varias órdenes a las unidades. Sin embargo, NATO Commander tiene lugar en tiempo real, con un segundo de tiempo en tiempo real representando el paso de 5 minutos en el juego. También tiene más tipos de unidades, incluidos blindados e infantería, infantería blindada (principalmente para reconocimiento), tropas aerotransportadas y fuerzas aéreas y helicópteros. Estos últimos son útiles para atacar a las unidades soviéticas que están aisladas o rodeadas, lo que las protege de los misiles tierra-aire del lado soviético del mapa. Otro cambio importante es el sistema de movimiento oculto, que solo muestra las unidades soviéticas que son visibles para las unidades aliadas. Las fuerzas aéreas se pueden utilizar para la superioridad aérea, el ataque terrestre o como una fuerza de reconocimiento para ayudar a revelar las fuerzas soviéticas ocultas.
El juego tiene una variedad de escenarios, cada uno más grande que el anterior. El primero es simplemente un encuentro limitado en el frente, mientras que los siguientes incluyen un contraataque alrededor del eje Hannover-Hamburgo, esperando la movilización del ejército francés o la decisión del ejército italiano de entrar o no en la refriega. Las armas nucleares tácticas y las armas químicas están disponibles para ambos lados, pero su uso a menudo acarrea fuertes penalizaciones de imagen y podría iniciar una escalada. Al final, el jugador o los soviéticos se rinden, según la cantidad de tierra y fuerzas listas para el combate que queden.

## Recepción
Computer Gaming World en 1984 criticó a NATO Commander por estar desequilibrado a favor del Pacto de Varsovia, pero concluyó que el juego fue uno de los primeros juegos de combate en aprovechar el poder de la computadora, lo que resultó en una «excelente simulación estratégica». Una encuesta de 1992 en la revista de juegos de guerra con escenarios modernos le dio al juego tres estrellas de cinco, y una encuesta de 1994 le dio más de dos estrellas.